# نيوكوروبولون (إوانينا)

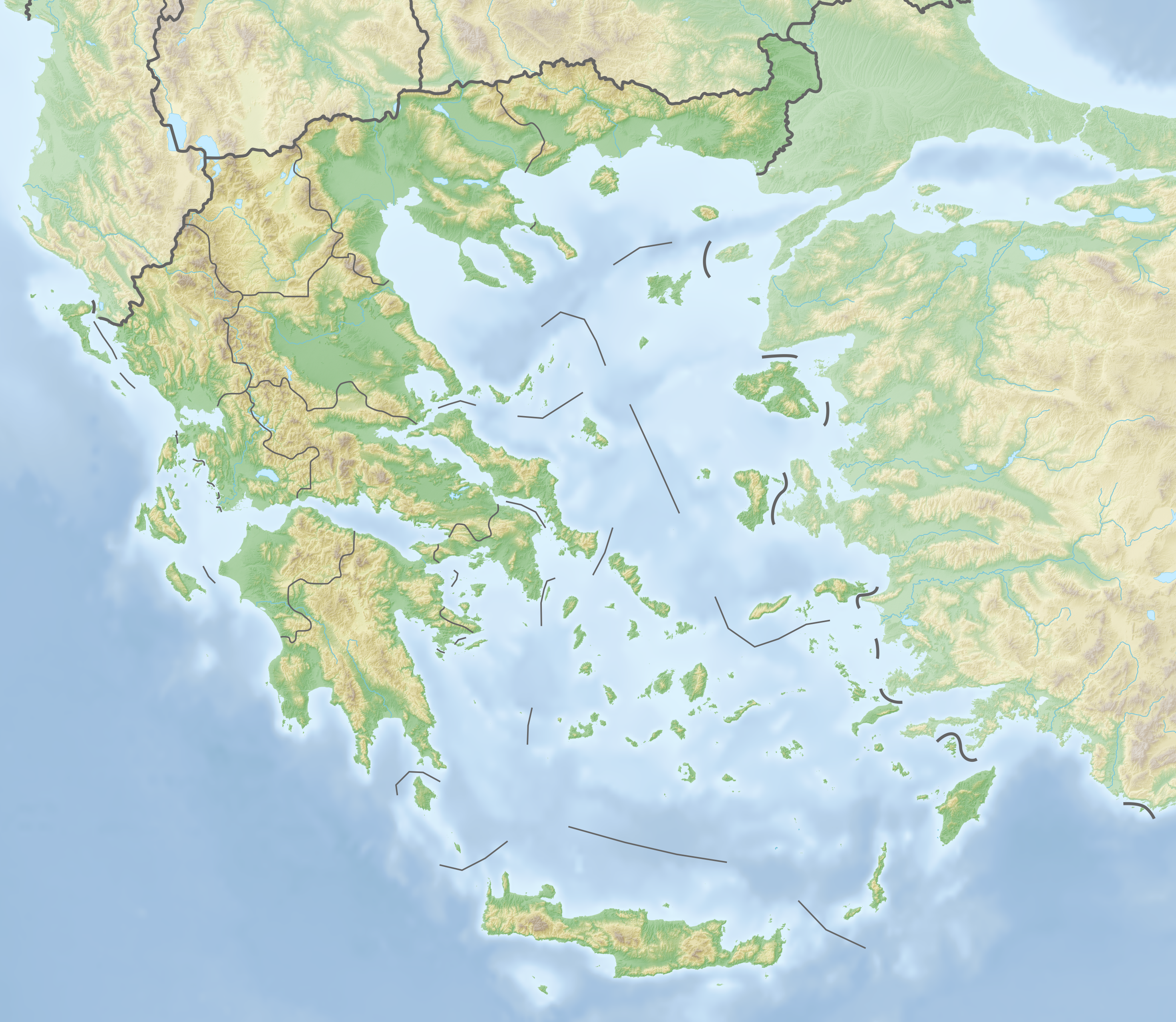

نيوكوروبولون (Νεοχωρόπουλον) هي مدينة في إوانينا في مقاطعة كينتريكي إلادا في اليونان.